# Eurytellina punicea
Eurytellina punicea (nomeada, em inglês, watermelon tellin; em português, no Paraná, Brasil, borboletinha; no passado, e até o século XX, denominada cientificamente Tellina punicea, seu nome original) é uma espécie de molusco Bivalvia, marinha e litorânea, da família Tellinidae e gênero Eurytellina, classificada por Ignaz Edler von Born em 1778. Habita as costas do oeste do Atlântico, da Carolina do Norte, nos Estados Unidos, até o mar do Caribe, incluindo costa leste da Colômbia, Venezuela, Suriname e rumo à região sudeste e região sul do Brasil, enterrando-se na areia da zona entremarés até os 2 metros de profundidade.

## Descrição da concha
Eurytellina punicea possui concha subtriangular, alongada e achatada, esculpida com finas linhas de crescimento, com, no máximo, 4.5 centímetros de comprimento. Suas valvas são rosadas a brancas. Interior das valvas também rosado e vítreo.

## Etimologia depunicea
A etimologia do epíteto específico punicea, em latim, significa vermelho ou escarlate.